# Polskie Radio Parlament
Polskie Radio Parlament, lub krócej Radio Parlament – nieistniejąca rozgłośnia radiowa należąca do Polskiego Radia, nadawana od 19 października 2001 do 30 lipca 2009 na falach długich o częstotliwości 198 kHz z Radiowego Centrum Nadawczego Raszyn. Program Radia Parlament był emitowany w godzinach 8:00-18:00.
Radio Parlament nadawało transmisję z obrad Sejmu i Senatu, relacje z prac komisji oraz wywiady i dyskusje. Od 1 lipca 2008 na częstotliwości Radia Parlament rozpoczęto emisję Polskiego Radia dla Zagranicy, w dniach kiedy Sejm lub Senat nie obradował.
30 lipca 2009 o godz. 18:00 Radio Parlament zakończył nadawanie w eterze, kontynuując działalność w internecie. Zakończenie emisji nastąpiło z powodu wypowiedzenia umowy EmiTelowi przez Zarząd Polskiego Radia na nadawanie programu z Radiowego Centrum Nadawczego Raszyn, tłumacząc to trudną sytuacją finansową.
Aktualnie stacja nie nadaje. Ostatnia informacja na jej stronie internetowej datowana jest na czerwiec 2012 i prawdopodobnie wtedy radio zakończyło działalność.